# Conrad Materne

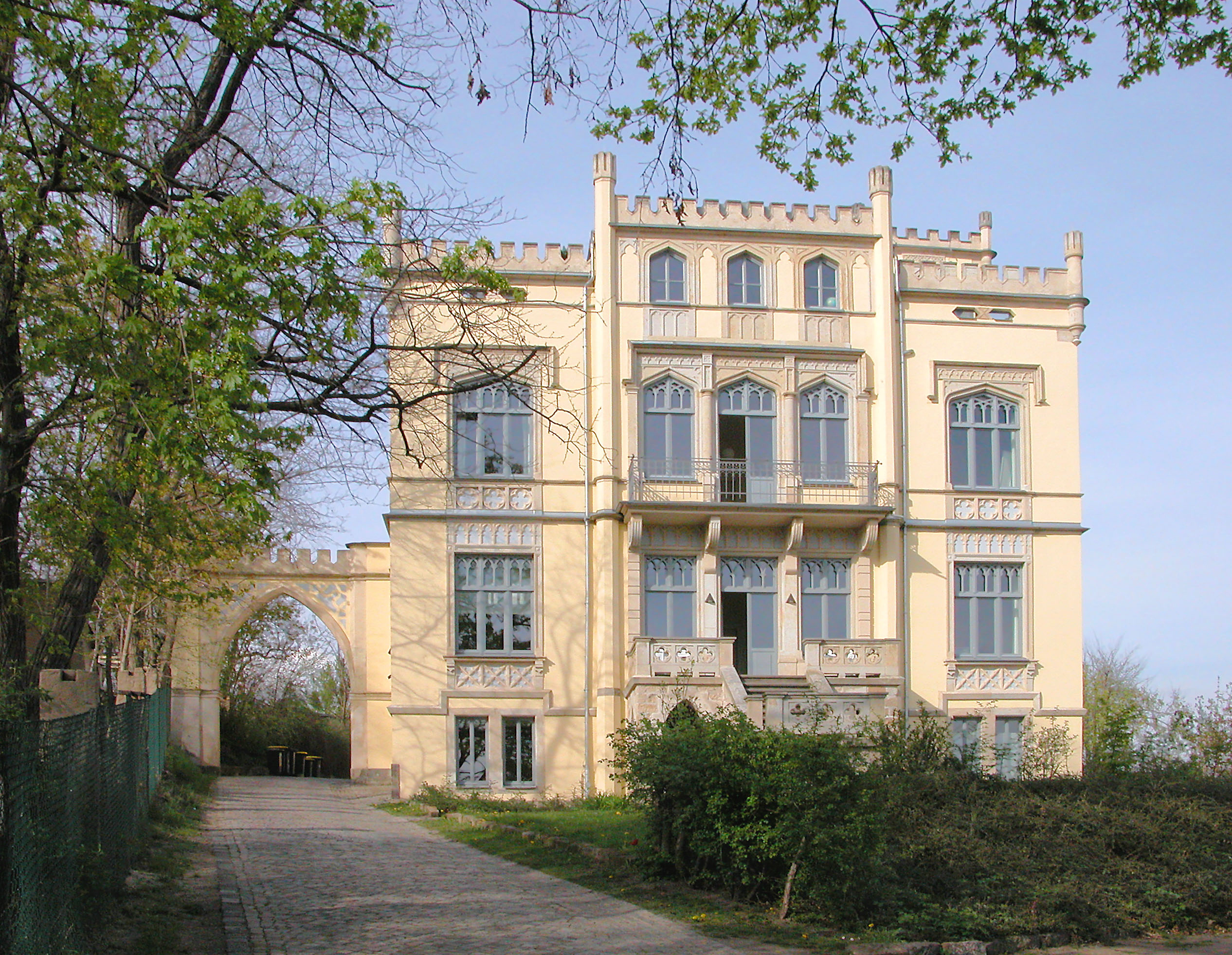
Villa Rosenkranz, Wohnsitz des Architekten C. Materne in Dresden

August Conrad Ludwig Materne (* 2. Juni 1871 in Uebigau, Kreis Liebenwerda; † 16. Februar 1948 in Dresden) war ein deutscher Architekt und Baumeister in Dresden. Er war Inhaber des Ateliers für Architektur und Bauausführung in Dresden. In den Adressbüchern der Stadt Dresden ist er von 1896 bis 1944 nachweisbar. Er wohnte ab 1902 in der Villa Rosenkranz in Dresden-Neustadt, Alaunplatz 2.
Seine Entwürfe, vor allem Villen und andere Wohnbauten, entsprechen der Vielfalt der Baustile zu Beginn des 20. Jahrhunderts, sie reichen vom Späthistorismus über den Jugendstil bis zur Reformarchitektur und der  Neuen Sachlichkeit. Viele seiner Bauten stehen unter Denkmalschutz, einige sind auch außerhalb von Dresden zu finden.

## Bauten
- Villa in Dresden-Plauen, Bernhardstraße 90,[2] unter Denkmalschutz ID-Nr. 09212167
- Villa in Dresden-Neustadt, Louis-Braille-Str. 6 (1896), unter Denkmalschutz ID-Nr. 09214769
- Villa in Dresden-Strehlen, Tiergartenstr. 38 (1902),[3] unter Denkmalschutz ID-Nr. 09212492
- Villa Schomburg in Dresden-Strehlen, Wiener Str. 67 (1904),[4] unter Denkmalschutz ID-Nr. 09212486
- Villa in Dresden-Strehlen, Wiener Str. 82 (1905)
- Villa in Dresden-Strehlen, Wiener Str. 84 (1904) Wurde 2024 zerstört.
- Villa in Dresden-Neustadt, An der Prießnitz 11 (1918/19), unter Denkmalschutz ID-Nr. 09214499
- Villa in Dresden-Neustadt, Arndtstr. 3 (1904/05),[5] unter Denkmalschutz ID-Nr. 09215488
- Villa in Dresden-Neustadt, Arndtstr. 5 (1899), unter Denkmalschutz ID-Nr. 09215485
- Villa in Dresden-Neustadt, Arndtstr. 11 (1900)	, unter Denkmalschutz ID-Nr. 09214772
- Villa in Dresden-Neustadt, Arndtstr. 13 (1901)	, unter Denkmalschutz ID-Nr. 09215489
- Villa in Dresden-Neustadt, Arndtstr. 15 (1900)
- Villa in Dresden-Neustadt, Jägerstr. 11 (1904), unter Denkmalschutz ID-Nr. 09218843
- Villa in Dresden-Neustadt, Radeberger Str. 10 (1904)[6]
- Villa in Dresden-Neustadt, Radeberger Str. 12 (1902), unter Denkmalschutz ID-Nr. 09215530
- Villa in Dresden-Neustadt, Radeberger Str. 14b (1900)
- Villa in Dresden-Weißer Hirsch, Collenbuschstr. 21 (1904),[7] unter Denkmalschutz ID-Nr. 09211710
- Villa in Dresden-Radeberger Vorstadt, Judeichstr. 3 (1923)[8], unter Denkmalschutz ID-Nr. 09211443
- Villa in Dresden-Blasewitz, Prellerstr. 32 (Umbau 1924), unter Denkmalschutz ID-Nr. 09212910
- Villa Weinhold in Langenau, Neue Hauptstr. 2 (1924), unter Denkmalschutz ID-Nr. 08991258
- ehemaliges Arbeitsamt in Senftenberg, Joachim-Gottschalk-Str. 22 (1930/31), unter Denkmalschutz ID-Nr. 09120582

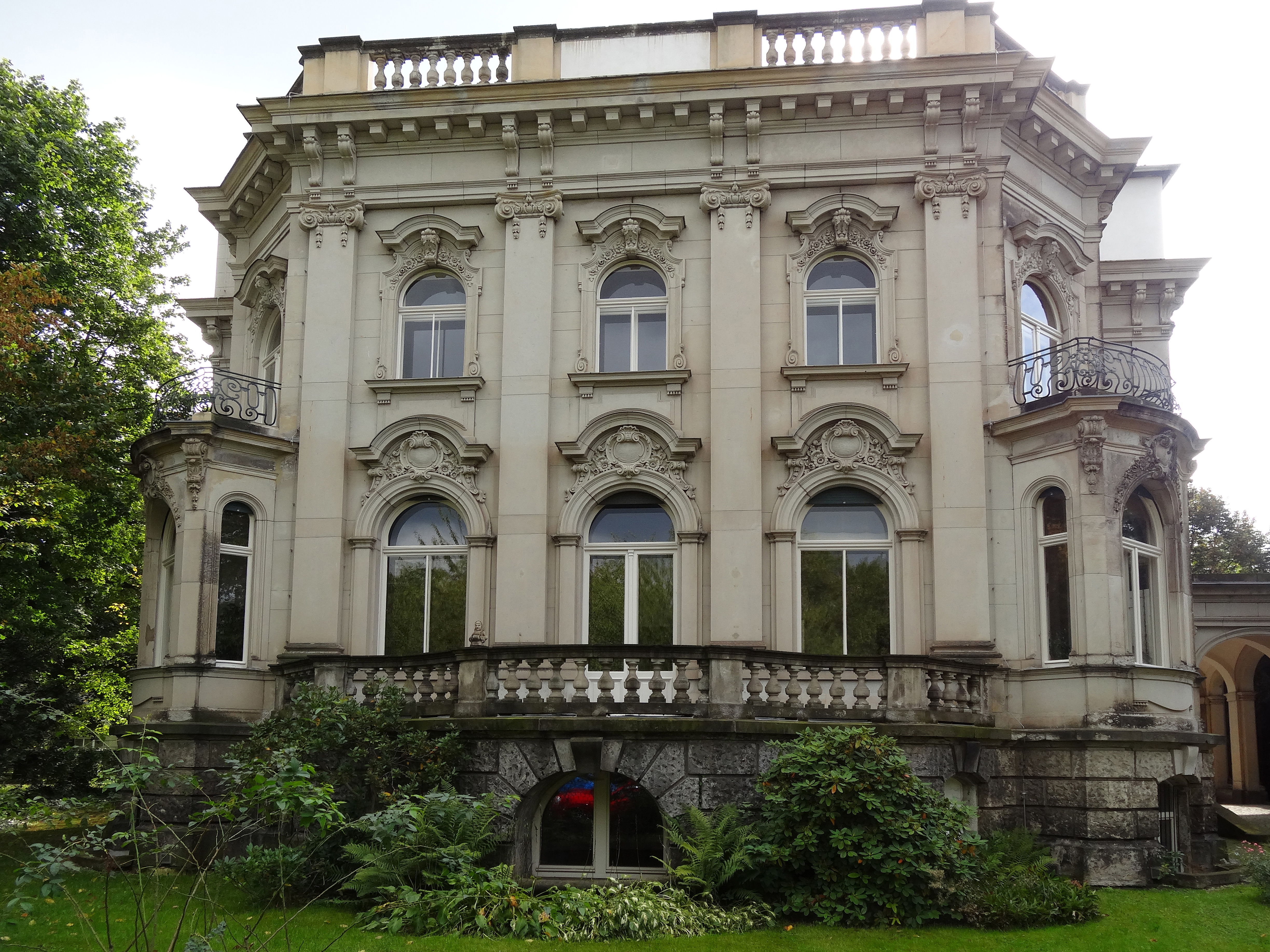
Villa in Dresden, Tiergartenstr. 38
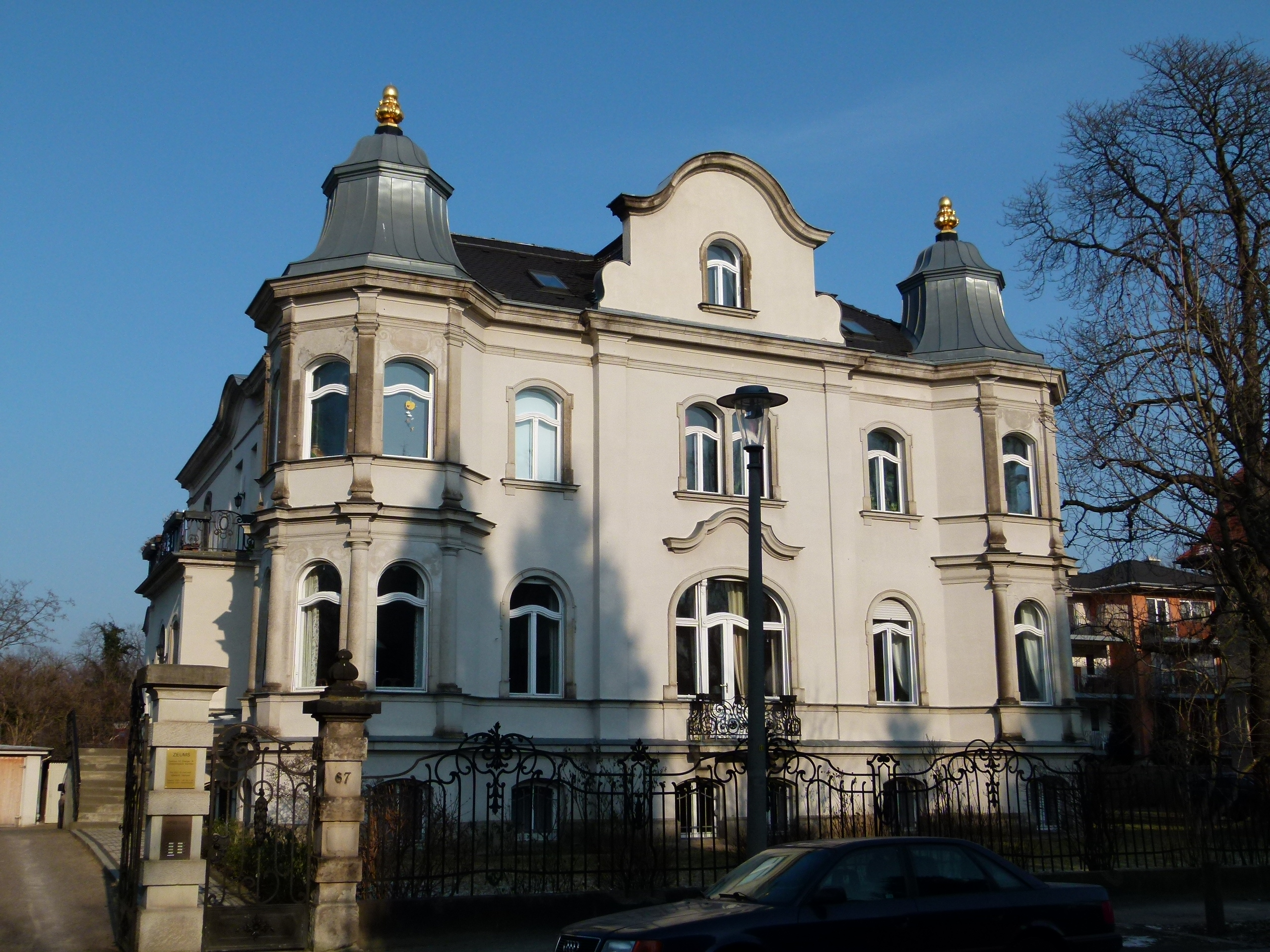
Villa in Dresden, Wiener Str. 67
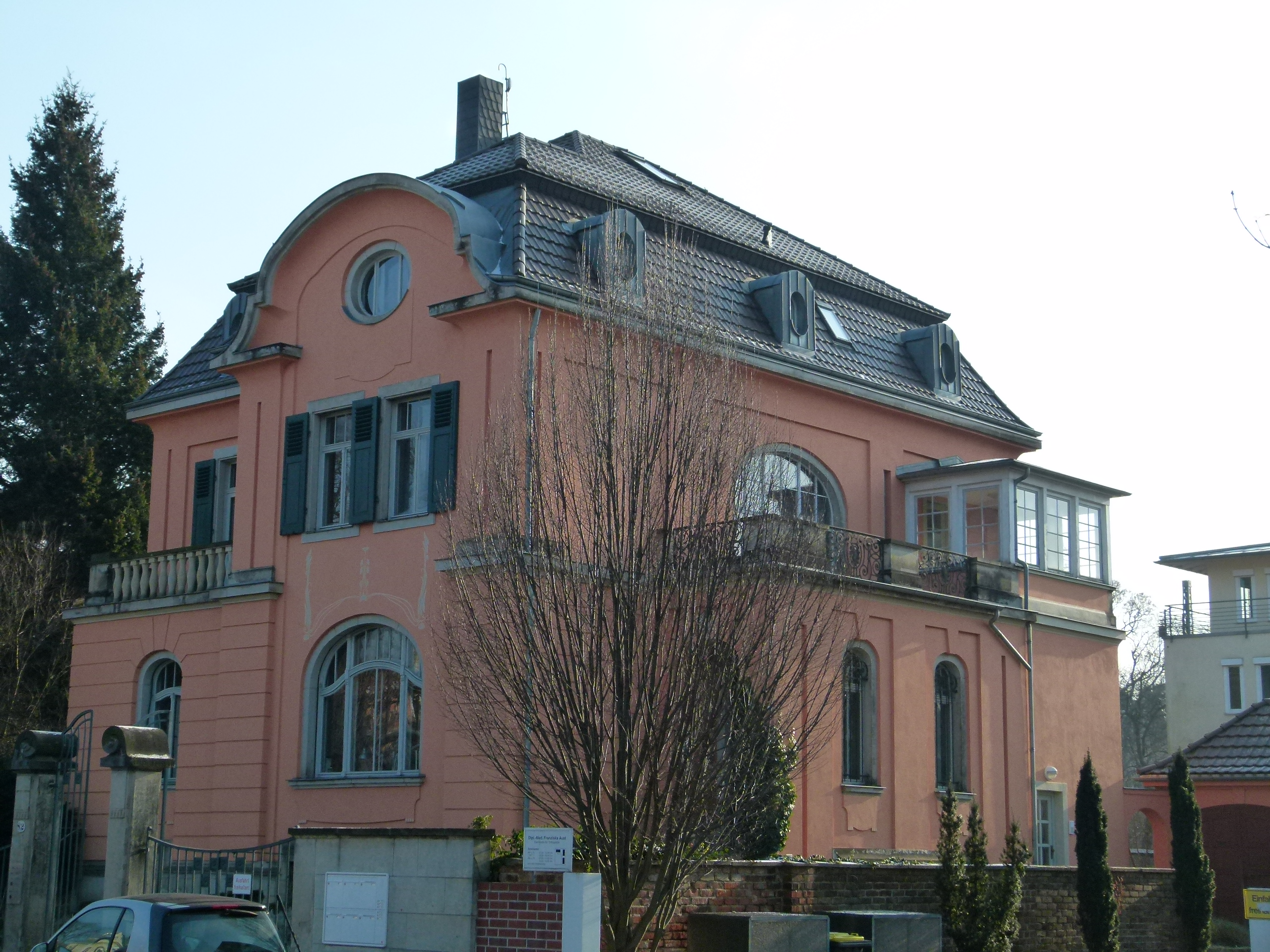
Villa in Dresden, Wiener Str. 82
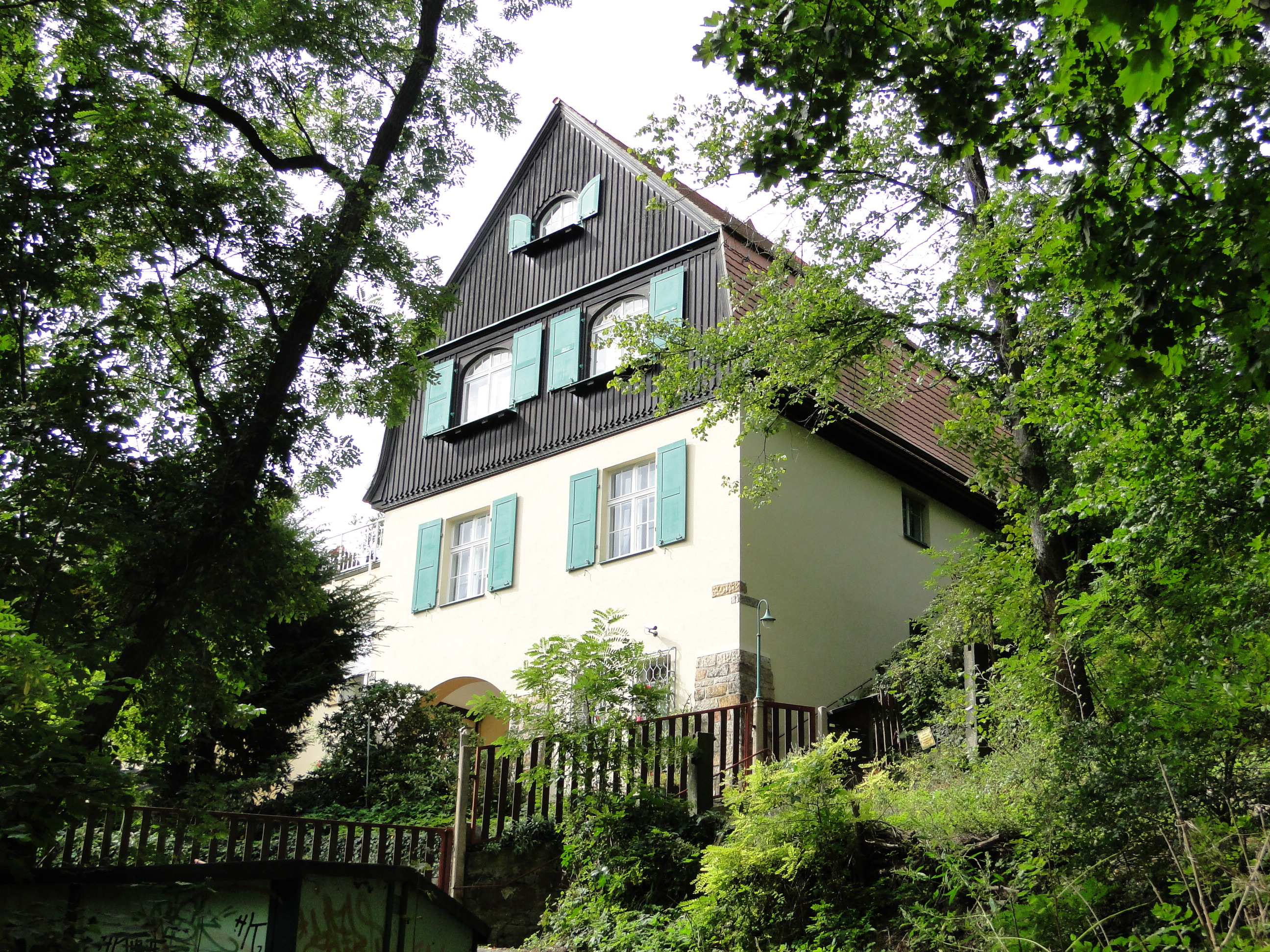
Villa in Dresden, An der Prießnitz 11
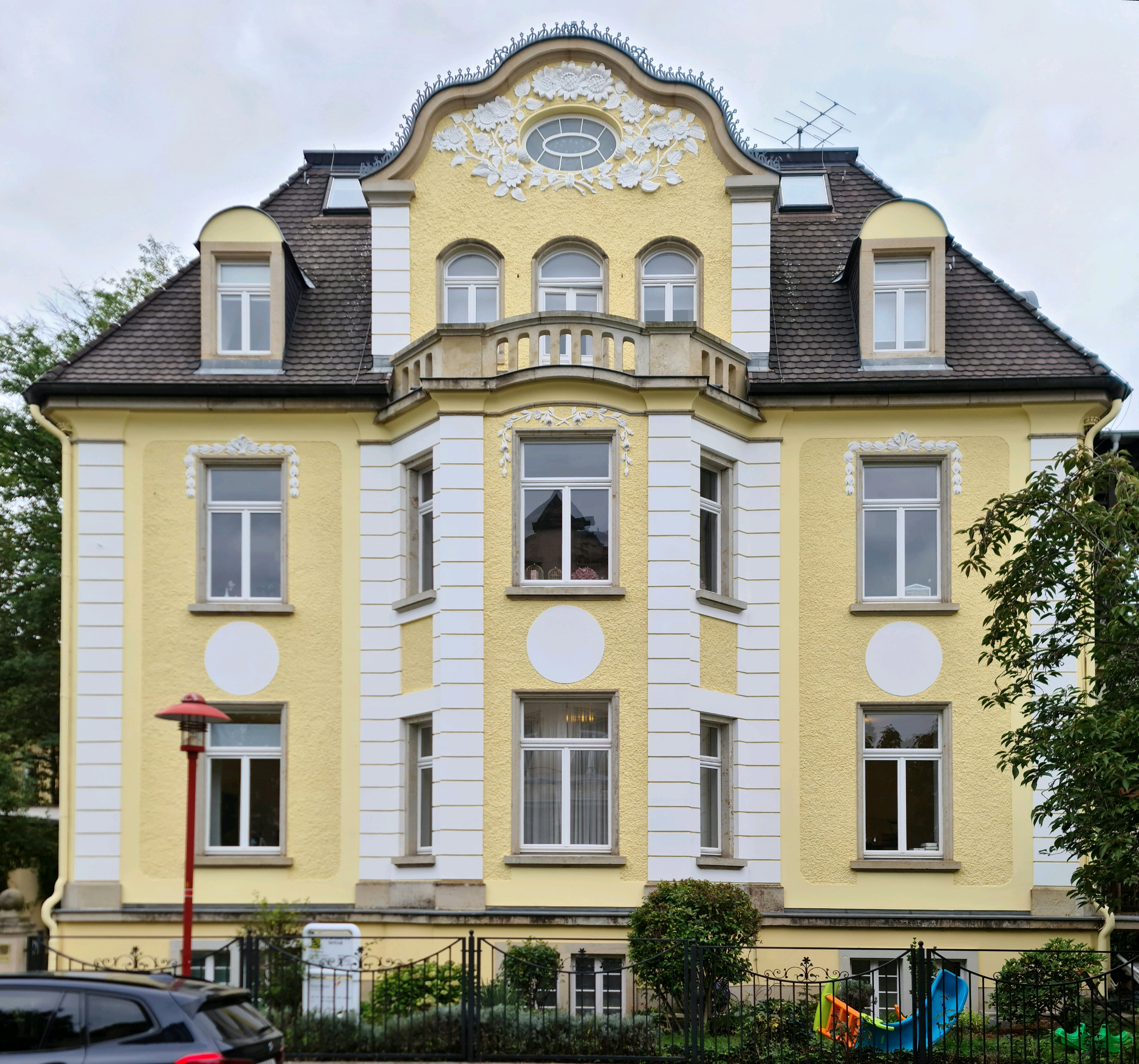
Villa in Dresden, Arndtstr. 3
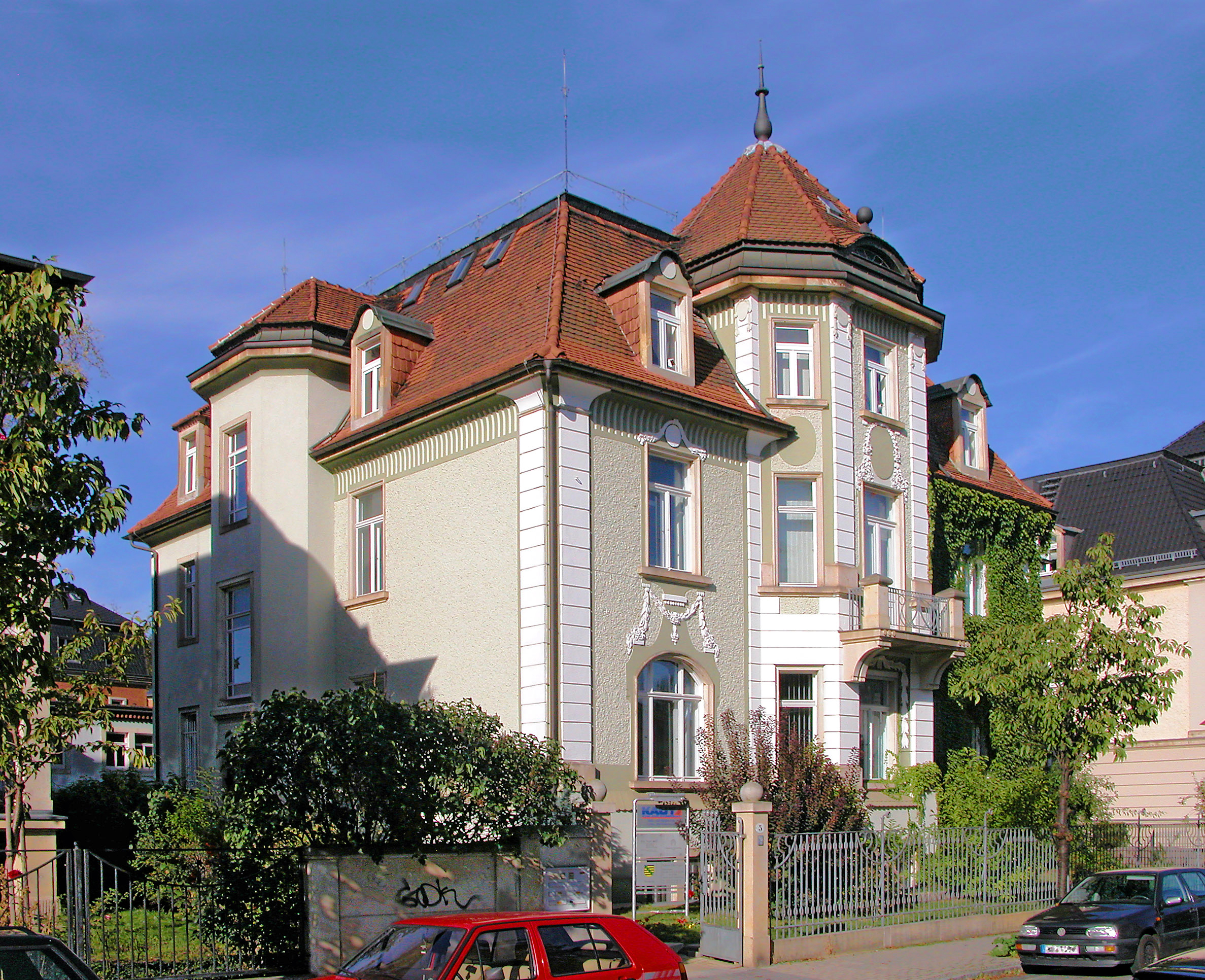
Villa in Dresden, Arndtstr. 5
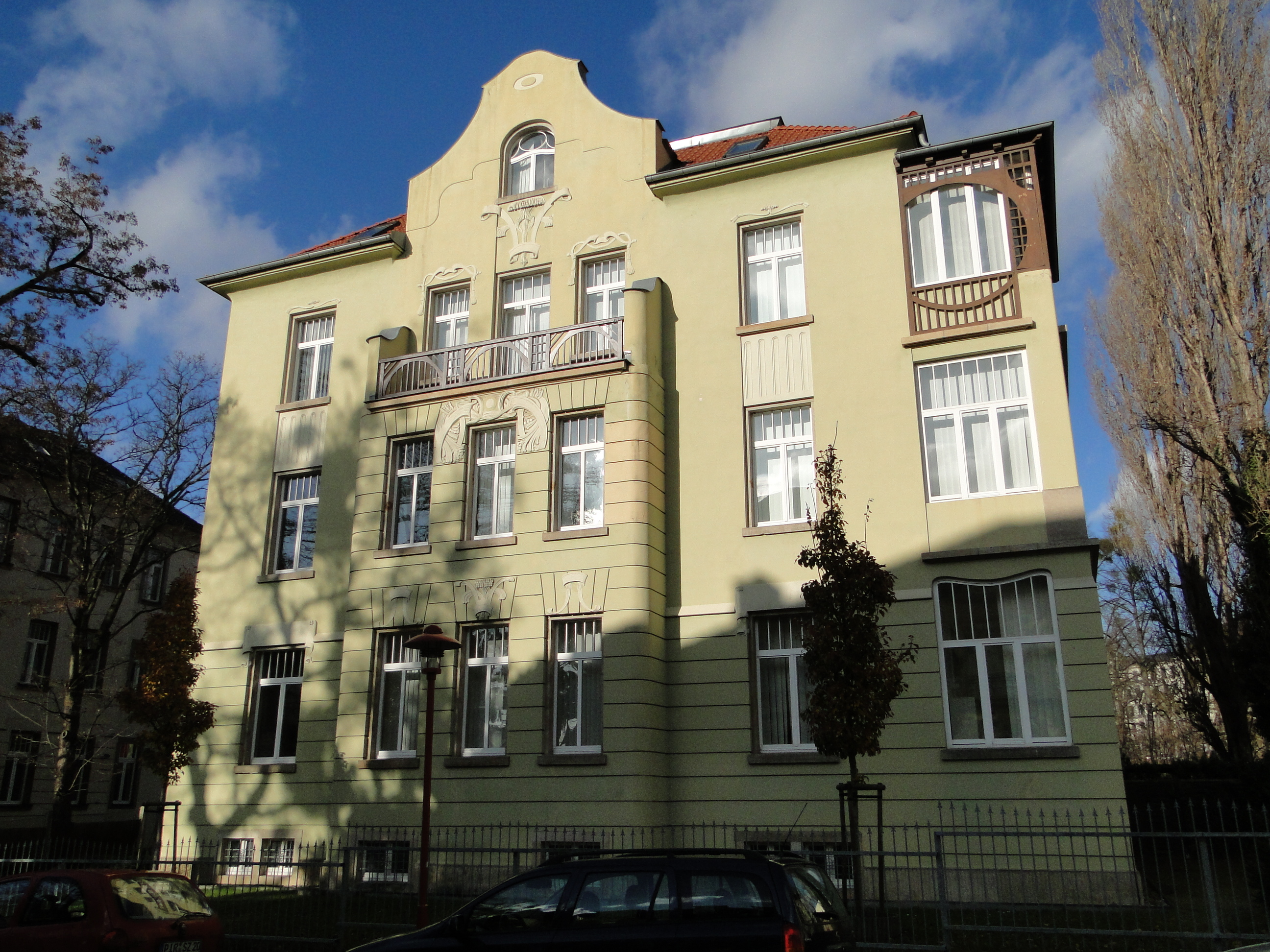
Villa in Dresden, Arndtstr. 13
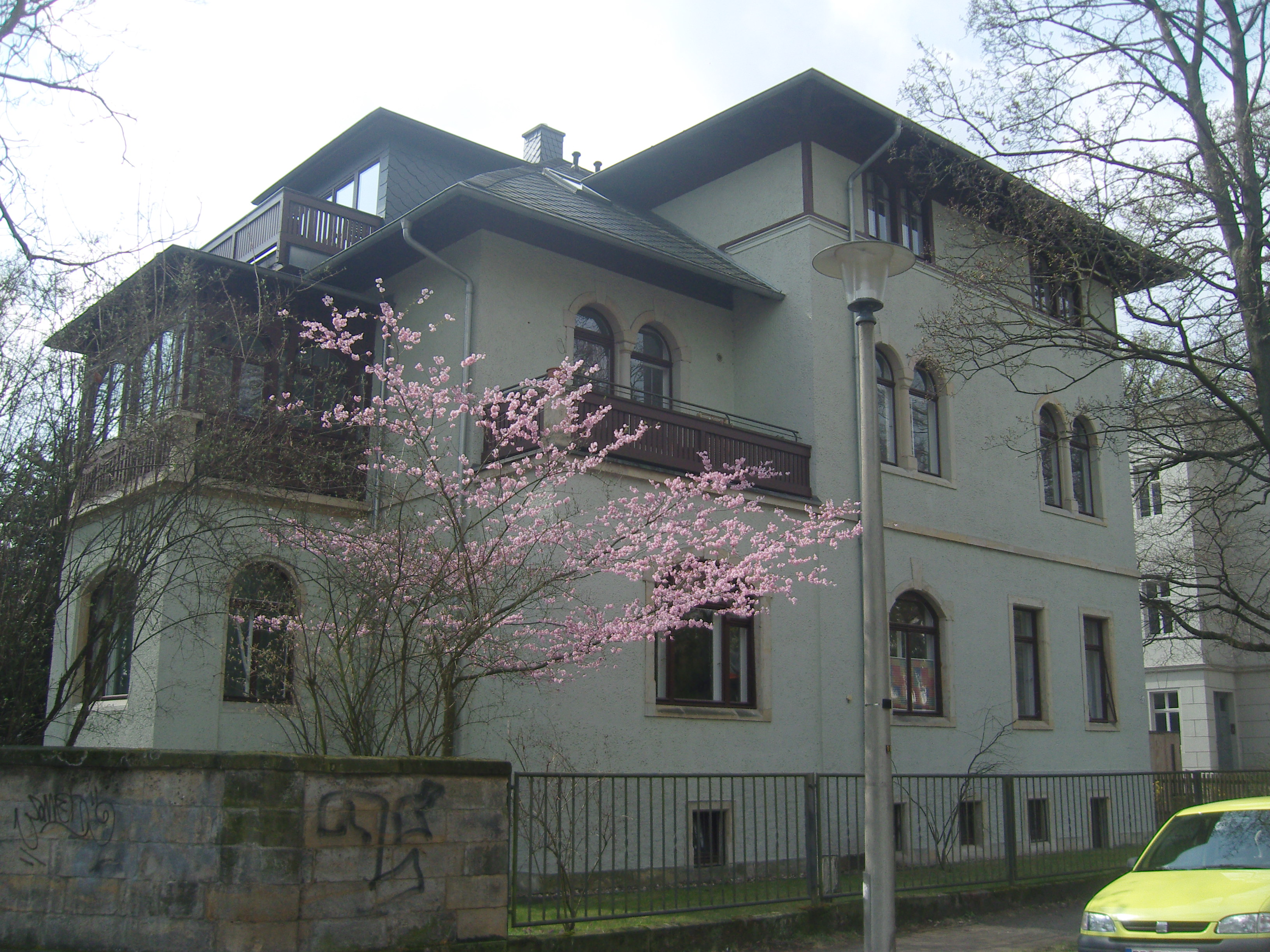
Villa in Dresden, Jägerstr. 11
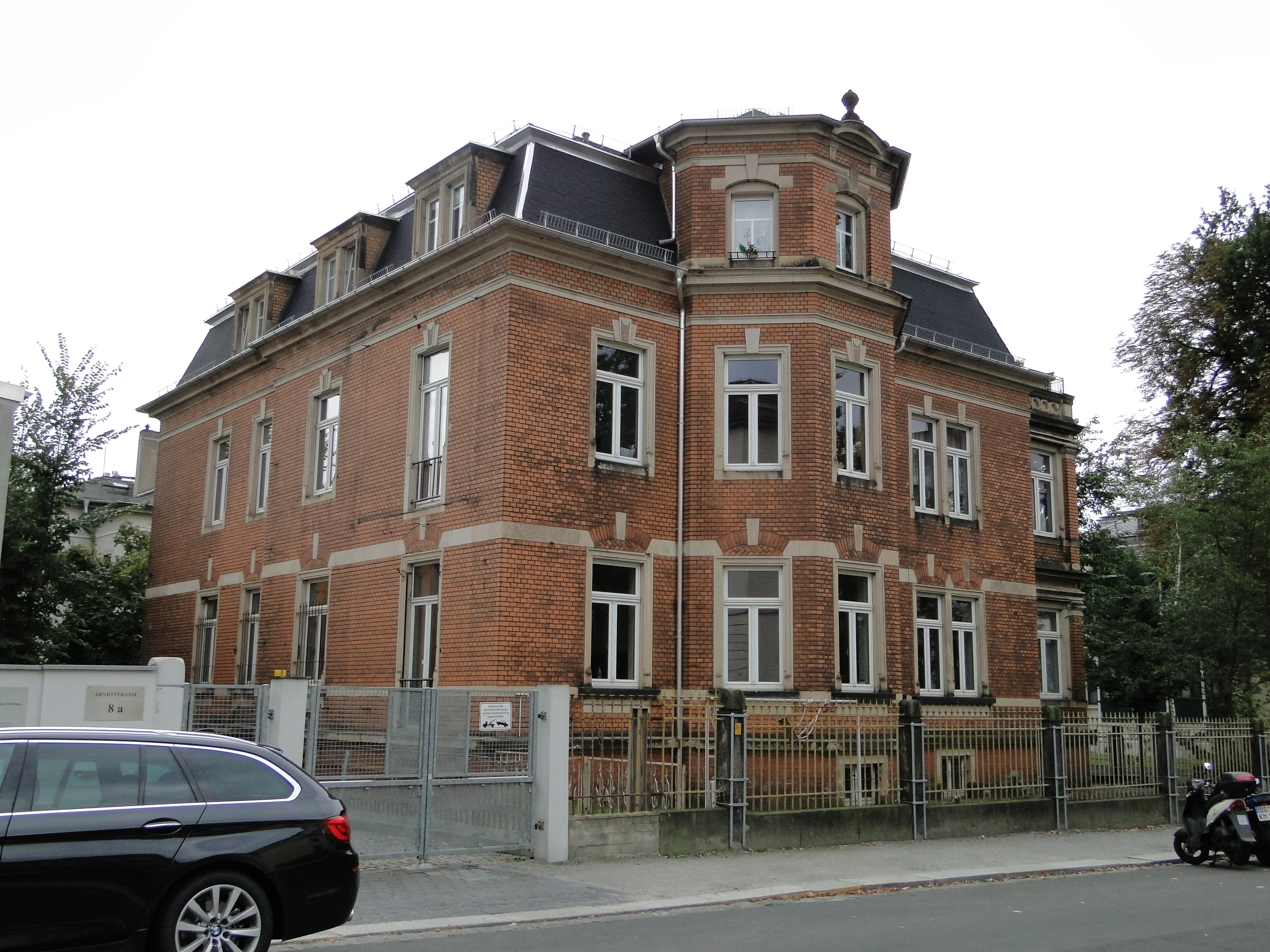
Villa in Dresden, Louis-Braille-Straße 6
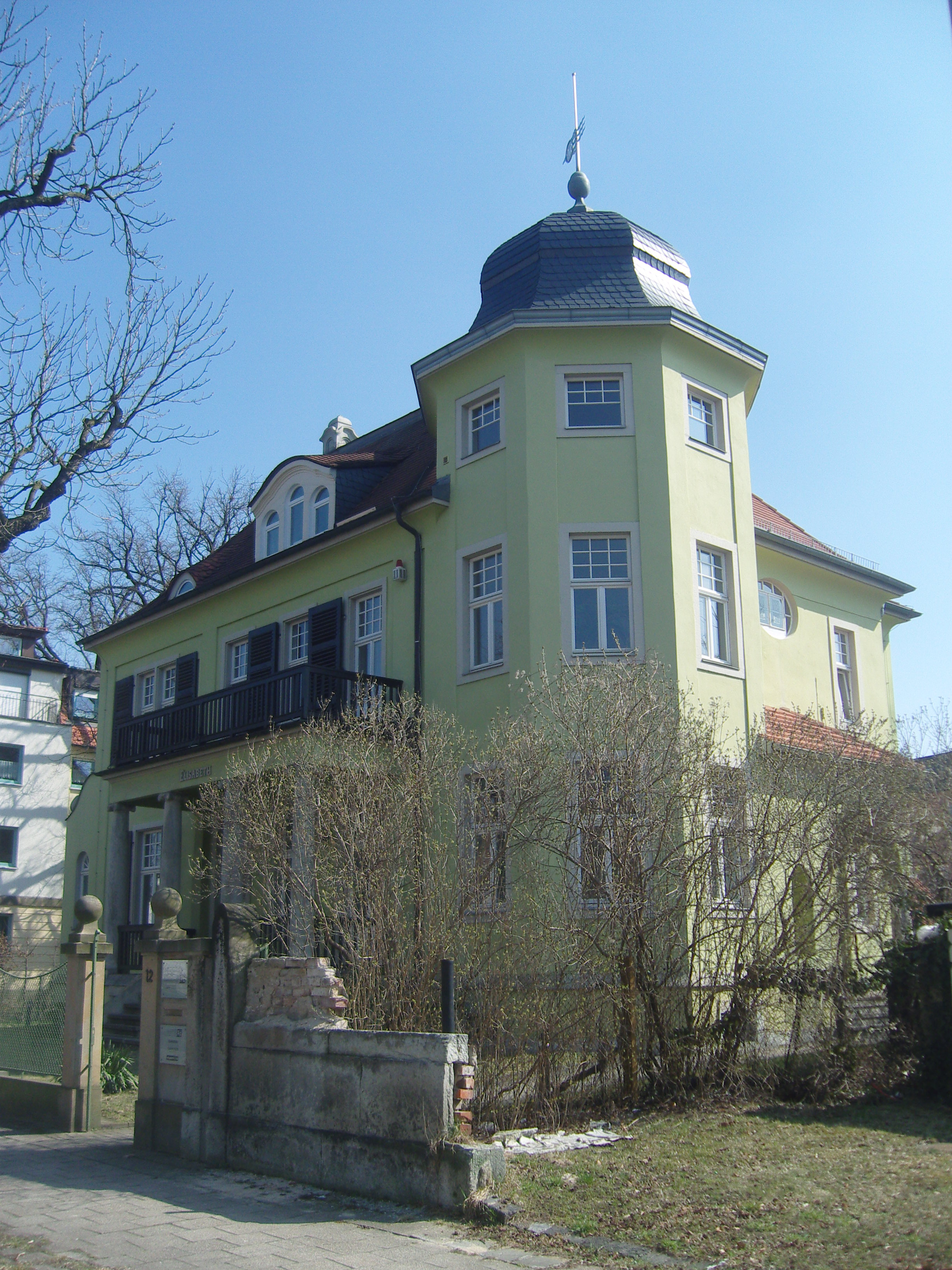
Villa in Dresden, Radeberger Str. 12
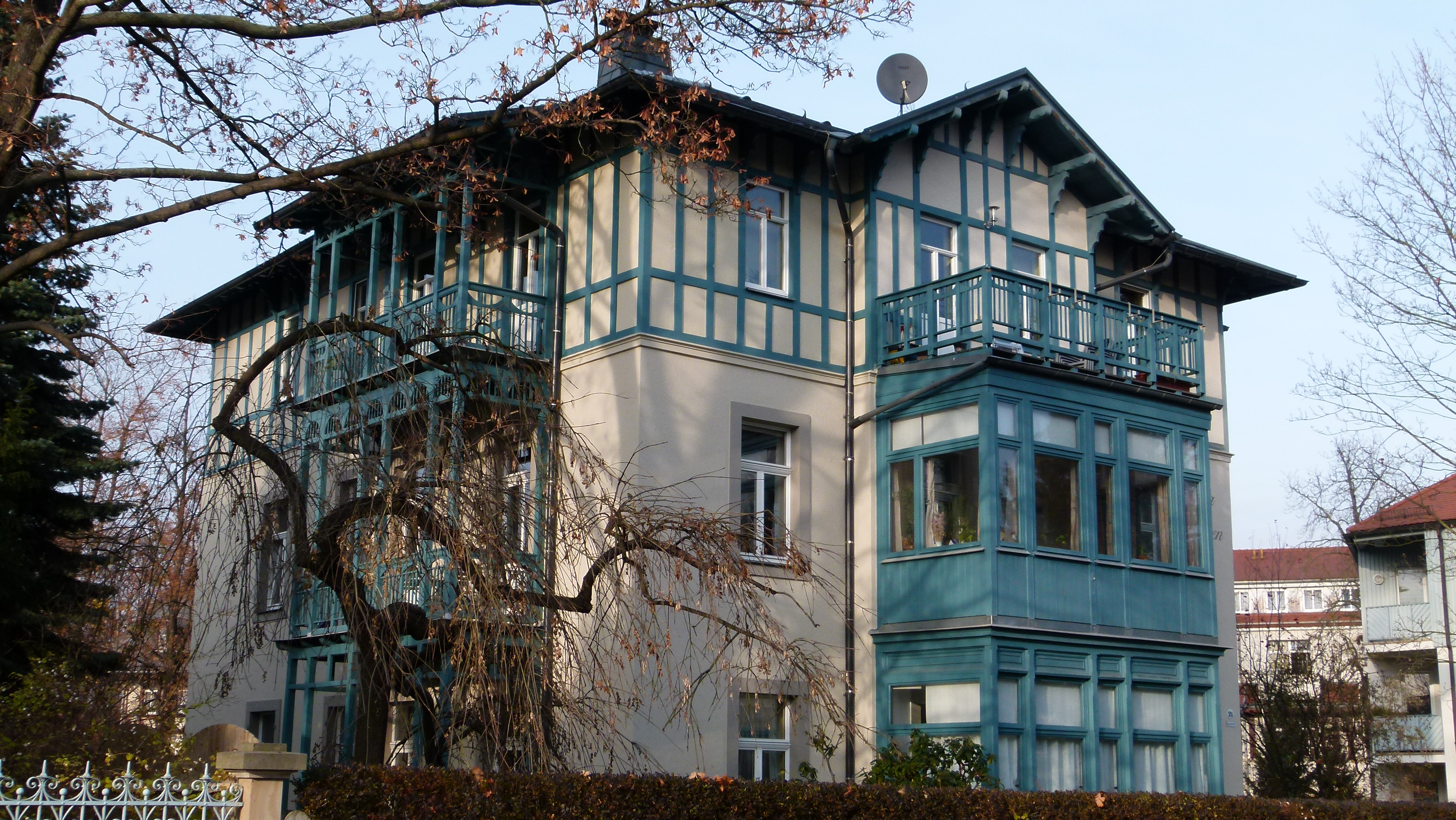
Villa in Dresden, Collenbuschstraße 21
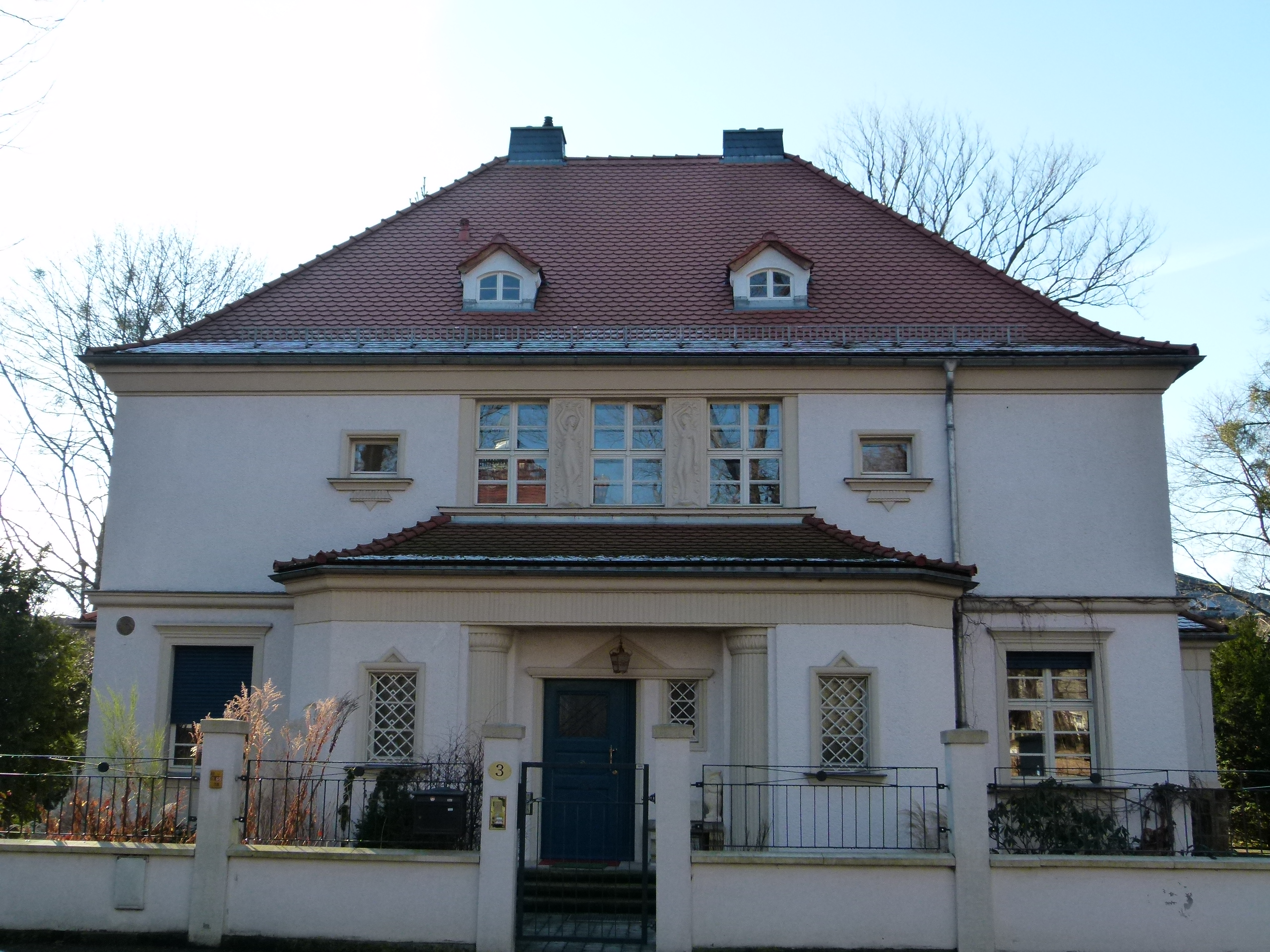
Villa in Dresden, Judeichstraße 3
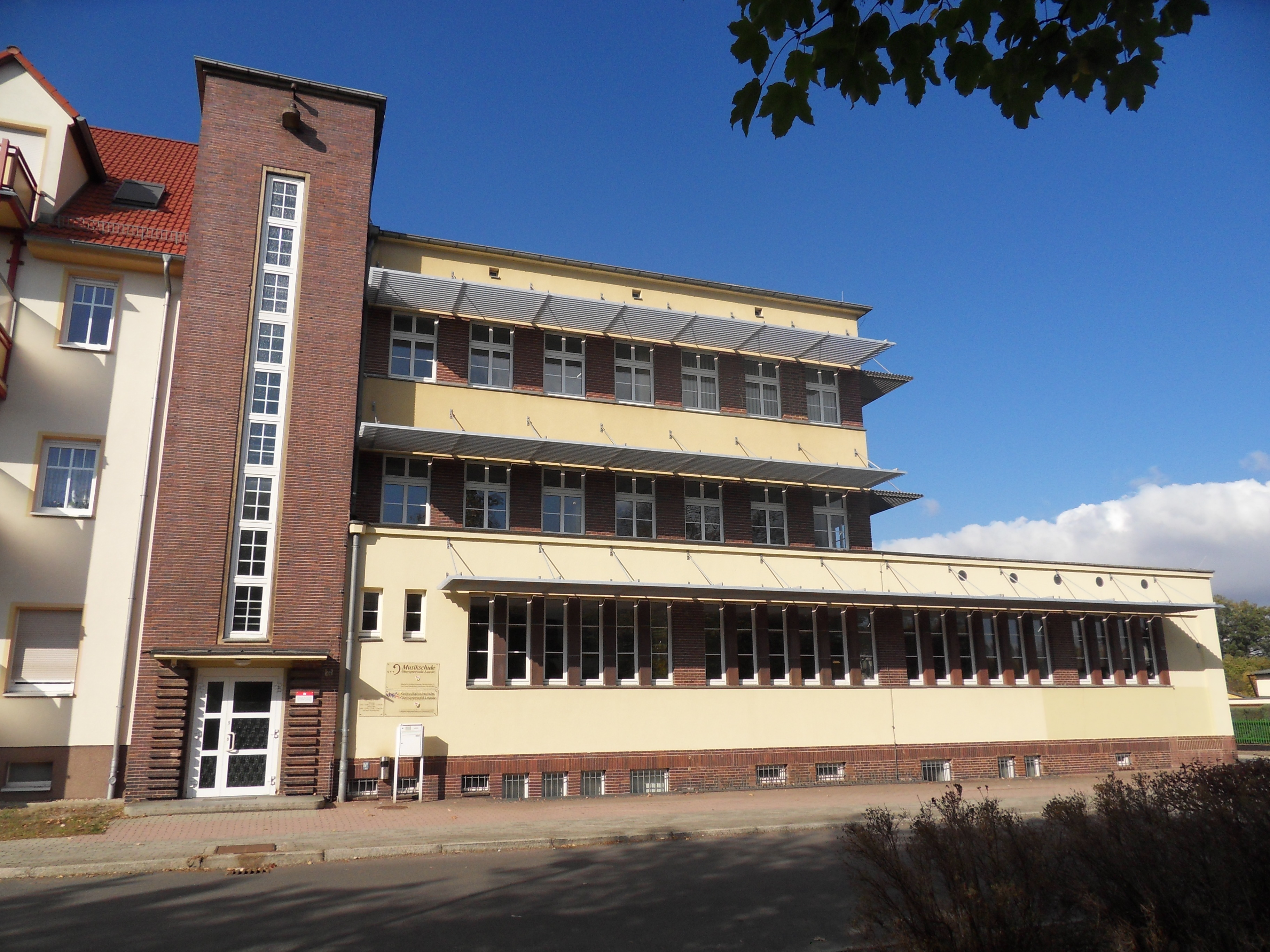
Ehem. Arbeitsamt in Senftenberg, jetzt Musikschule